# Amara fulva
Amara fulva là một loài bọ chân chạy bản địa của châu Âu.